# Siedlimowice

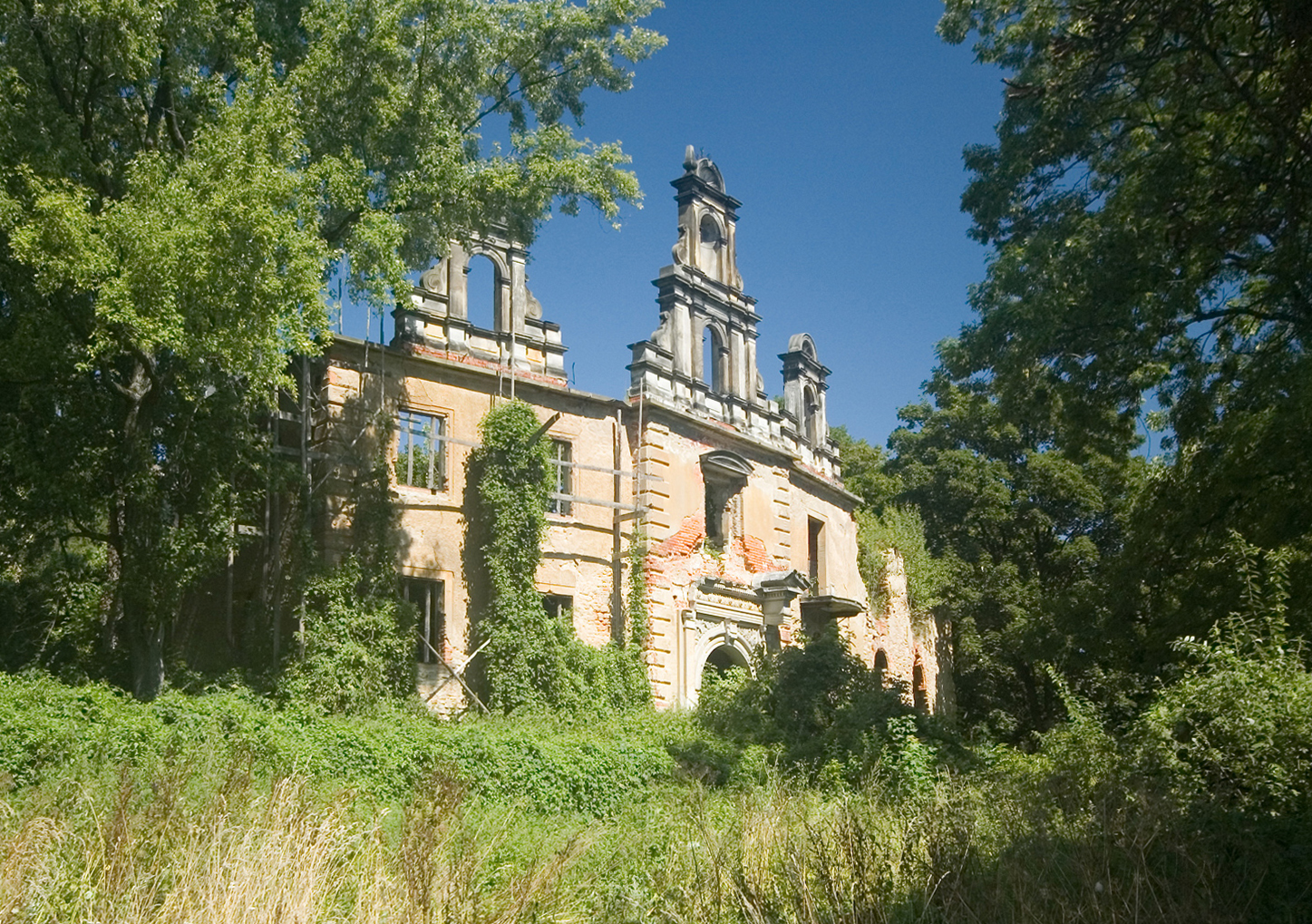
Schlossruine Schönfeld

Siedlimowice (deutsch Schönfeld) ist ein Ort in der Stadt- und Landgemeinde Żarów (Saarau) im Powiat Świdnicki der Woiwodschaft Niederschlesien in Polen.

## Lage
Siedlimowice liegt etwa sechs Kilometer östlich von Żarów, 15 Kilometer nordöstlich von Świdnica (Schweidnitz) und 40 Kilometer südwestlich von Breslau.
Nachbarorte sind Kalno (Kallendorf) im Südwesten, Pożarzysko (Hohenposeritz) im Nordwesten, Domanice (Domanze) im Nordosten und Krasków (Kratzkau) im Südosten.

## Geschichte
Erstmals urkundlich erwähnt wurde „Schonenuelt“ im Jahre 1213. Es gehörte zunächst zum Herzogtum Breslau, nach dessen Teilung 1278 zum Herzogtum Schweidnitz. Mit diesem zusammen fiel es nach dem Tod des Herzogs Bolkos II. 1368 erbrechtlich an die Krone Böhmen, wobei seiner Witwe Agnes von Habsburg bis zu ihrem Tod 1392 eine Nutznießung zustand. Eigentümer des Gutes Schönfeld waren: 1401 Heinze von Seidlitz, 1480 George und 1509 Hans von Seidlitz, 1523 Ritter Hans Diepolt von Burghauß, 1535 Dominikus von Bock, 1568 Daniel von Schindel, 1594 Hans von Schindel, 1620 Daniel von Schindel, von 1635 bis 1693 der Landeskanzler Job Christoph von Tschirnhaus, 1720 Gottlob Ehrenreich von Bomsdorff, 1733 der Landesälteste Karl Ferdinand Freiherr von Seher-Thoß, 1737 Karl Heinrich und 1757 Karl Ferdinand Sigmund Freiherr von Seher-Thoss, 1764 Gottlieb Wilhelm und 1780 Karl Joachim von Gellhorn.
Nach dem Ersten Schlesischen Krieg wurde Schönfeld mit dem größten Teil Schlesiens von Preußen annektiert. Die alten Verwaltungsstrukturen wurden aufgelöst und Schönfeld in den Landkreis Schweidnitz eingegliedert, mit dem es bis zu seiner Auflösung 1945 verbunden blieb. 1845 zählte das Dorf im Besitz einer Gräfin von Pückler 28 Häuser, ein herrschaftliches Schloss, ein Vorwerk, 194 Einwohner (23 katholisch und der Rest evangelisch), eine Winter-Nachmittags-Schule mit einem Hilfslehrer, eine Wassermühle mit zwei Einwohnern, eine Brauerei, zehn Handwerker, ein Höcker und 1200 Merino-Schafe. Schönfeld war evangelisch nach Domanze und katholisch nach Hohenposeritz gepfarrt. 1842 schenkte der Grundherr Land für einen evangelischen Friedhof.
Als Folge des Zweiten Weltkriegs fiel Schönfeld 1945 an Polen und wurde in Siedlimowice umbenannt. Die einheimische deutsche Bevölkerung wurde, soweit sie nicht schon vorher geflohen war, vertrieben. Die neu angesiedelten Bewohner waren zum Teil Heimatvertriebene aus Ostpolen.

## Sehenswürdigkeiten
- Schlossruine Schönfeld, nach 1945 verfallen[3]